# Dom Pérignon
Dom Pérignon vrhunski je šampanjac kojeg proizvodi vinarija Moët et Chandon. Nazvan je po benediktincu Dom Pierreu Pérignonu, koji je imao veliki utjecaj na razvoj pjenušaca u vrijeme kada su se uglavnom proizvodila stolna vina.

## Povijest
Dom Pérignon je nazvan po benediktincu Pierreu Pérignonu koji je živio u Francuskoj 1638. – 1715. Pérignon je bio zainteresiran za vinarstvo i utjecao je znatno na proizvodnju i usavršavanje vina. Razvio je nekoliko tehnika i napisao je instrukcije o grožđu, tehnici, miješanju cuvéa (čaše za vino) kao i da se boce vina trebaju začepljati sa zatvaračem od pluta i ostavljati u metalno tijelo. Nije otkrio, kako se često tvrdi, pjenušasta vina ili napravio prvi šampanjac.

## Proizvodnja
Povijest o svećeniku koji je razvio šampanjac inspririrala je Engleza Laurencea Venna dati ime vinu Dom Pérignon. Prvi proizvedeni Dom Pérignon potječe iz 1921. Dom Pérignon je vintage vino vrhunske kvalitete, što znači da se pravi samo kada je grožđe najbolje kvalitete i da je sve grožđe obrano iste godine, za razliku nekih drugih vrsta pjenušastih vina.
Oko 5 milijuna boca napuni se svake godine ovim vinom. Vino se proizvodi u omjeru vinskih sorti 55% Chardonnay i 45% Pinot crni.

## U popularnoj kulturi
U nekoliko filmova s Jamesom Bondom može se vidjeti Dom Pérignon, ili je pak samo spomenut. U nekoliko ranijih filmova spomenuto je da Bond voli Dom Pérignon iz 1953.

## Vanjske poveznice
- Moët & Chandon
- Dom Pérignon — Službena stranica